# Lombèrs (Gers)
Lombèrs (en francès Lombez) és un municipi francès situat al departament del Gers i a la regió d'Occitània. Limita amb els municipis de Cadelhan de Savés, Espon, Garravet, Gaujac, Laimont, Montgausir, Montadet, Montamat, Montagut de Savés, Montpesat, Poilausic, Sent Lisièr deu Plantèr, Sent Loba, Sent Solan, Sauvatèrra i Sauvimont

## Demografia
| 1962                                       | 1968  | 1975  | 1982  | 1990  | 1999  | 2006  |
| ------------------------------------------ | ----- | ----- | ----- | ----- | ----- | ----- |
| 1.164                                      | 1.331 | 1.301 | 1.239 | 1.325 | 1.401 | 1.714 |
| Des de 1962: població sense dobles comptes |       |       |       |       |       |       |

## Administració
| Període   | Identitat            | Partit |
| --------- | -------------------- | ------ |
| 2001-2008 | Jean-Jacques Lassave | PS     |
| 2008-     | Jean Loubon          | PRG    |